# Поющая революция
Поющая революция, также Песенная революция (эст. laulev revolutsioon, латыш. dziesmotā revolūcija, лит. dainuojanti revoliucija) — серия мирных акций протеста в прибалтийских республиках СССР в 1987—1991 годах, главной целью которых было восстановление государственного суверенитета Эстонии, Латвии и Литвы.
Цель революции была достигнута ценой сравнительно малых жертв: погибли четырнадцать защитников вильнюсской телебашни и один сотрудник КГБ в ходе событий 13 января 1991 года в Вильнюсе, семь человек во время баррикад 1991 года в Риге, были расстреляны восемь литовских таможенников и полицейских на границе Литвы с Белорусской ССР 31 июля 1991 года и несколько единичных жертв.

## История
Распад СССР начался во второй половине 1980-х годов. Серия мирных протестов в конце 1980-х годов называлась «Поющая (песенная) революция», поскольку эти протесты опирались на романтические идеалы национального возрождения. В рамках этого движения усилиями творческой интеллигенции широкое распространение получило представление об искусственно прерванном развитии стран Балтии в результате их аннексии Советским Союзом в 1940 году.
Понятие «Поющая революция» в первую очередь относится к Эстонии и Латвии, в меньшей степени — к Литве. Символами Поющей революции стали народные песни прибалтийских народов (в Латвии — дайны), которые собравшиеся пели на митингах.
Многочисленное русскоязычное население в Прибалтике (в Латвии по переписи 1989 года русскоязычные составляли 42 % населения) хотя и не участвовало в певческой фазе революции, частично высказывалось за независимость прибалтийских стран. В частности, на выборах 1990 года Народный фронт Латвии и его союзники получили в Верховном Совете более 2/3 голосов (138 мест из 201 места). Другая значительная часть русскоязычных оказывала активное политическое противодействие идее независимости стран Прибалтики, в противовес Народным фронтам Эстонии и Латвии создавая так называемые Интерфронты, которые выступали за сохранение целостности СССР, сохранение в балтийских республиках общенародной собственности и существующей политической модели (с проведением некоторых демократических реформ). В медийном пространстве, контролируемом сторонниками народных фронтов, их представляли как «пятую колонну» Москвы, основной задачей которых являлось сохранение советской власти в традициях великорусского имперского шовинизма.

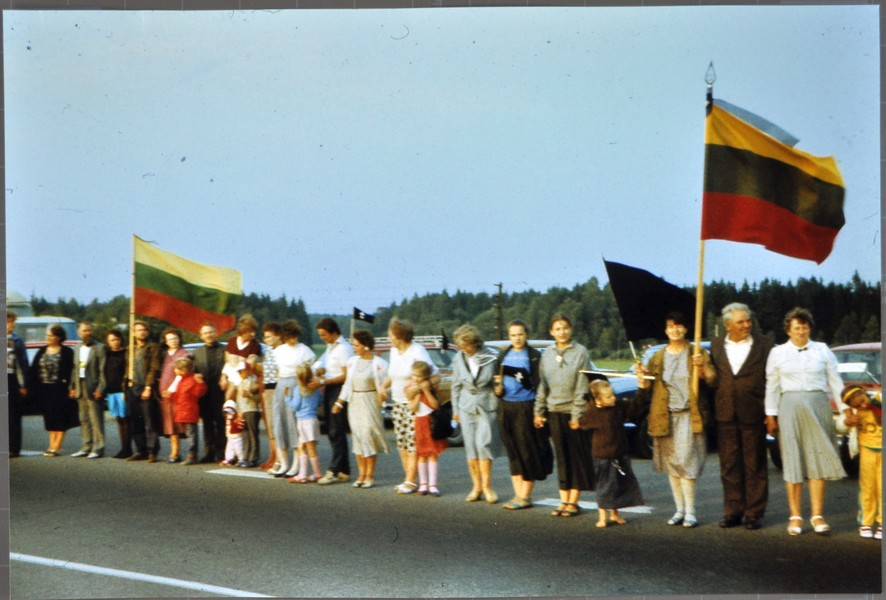
Акция «Балтийский путь» в Литве

Часто песни распевались ночью во время массовых собраний на городских площадях. Так, 11 сентября 1988 года на Певческом поле Таллина в ходе музыкального фестиваля «Песня Эстонии», по сообщениям СМИ, сошлось около 300 000 эстонцев, то есть около трети от численности этого народа в Эстонии.
В Литве движение получило название «Саюдис». Важной народной акцией стала живая цепь из людей длиной 600 км (Таллин — Рига — Вильнюс), выстроившаяся 23 августа 1989 года и получившая название «Балтийский путь».
Период романтизма быстро уступил место новой прагматической политике, в том числе в русле атлантизма и сближения с НАТО. За первые 10 лет восстановления независимости в Прибалтике произошло почти полное вытеснение политического поколения августа 1991 года, воспитанного на романтических песенных идеалах.